# Марк Юний Брут (народный трибун)
Марк Юний Брут (лат. Marcus Iunius Brutus; умер в 77 году до н. э.) — римский политический деятель и военачальник из плебейского рода Юниев, народный трибун 83 года до н. э., основатель колонии Капуя. Поддержал мятеж Марка Эмилия Лепида, потерпел поражение и был убит по приказу Гнея Помпея Великого.
Сын Марка Юния, носивший то же имя, известен как убийца Гая Юлия Цезаря.

## Происхождение
Марк Юний принадлежал к плебейскому роду Юниев, первые достоверные известия о котором относятся к концу IV века до н. э. В I веке до н. э. плебеи Бруты уже претендовали на происхождение от патриция Луция Юния Брута, легендарного основателя Римской Республики, который якобы был потомком троянцев. О ближайших предках Марка Юния ничего не известно.

## Биография
Свою карьеру Марк Юний начал как судебный оратор. Добившись определённых успехов на этом поприще, он получил трибунат на 83 год до н. э.. Брут принадлежал к марианской «партии», правившей тогда Римом, и на своём посту занялся реализацией одного из важных пунктов программы Гая Семпрония Гракха — выведением колонии в Капую в Кампании. Его не остановили ни сопротивление оптиматов, ни неблагоприятные (по мнению политических противников) знамения и результаты ауспиций. Колония была основана, и народный трибун сам назначил двух преторов — высших магистратов нового полиса.
Годом позже марианцы были разгромлены Луцием Корнелием Суллой в гражданской войне. Новая власть отменила закон о выводе колонии, а видные представители проигравшей стороны погибли либо в ходе боевых действий, либо в результате проскрипционных убийств. Марк Юний уцелел, причём из сохранившихся источников неясно, как это ему удалось — спасся ли он бегством или добился помилования благодаря своим связям. Следующее упоминание о нём в сохранившихся источниках относится к 78 году до н. э., когда Сулла уже был мёртв.
Один из консулов 78 года до н. э., Марк Эмилий Лепид, поднял мятеж в Этрурии, чтобы отменить сулланские порядки; в частности, он хотел восстановить власть народных трибунов, вернуть все права и имущество проскрибированным или их детям, ликвидировать поселения сулланских ветеранов. Брут примкнул к мятежу, и Лепид направил его с частью своей армии в Цизальпийскую Галлию. О ходе боевых действий мало что известно. Сам Марк Эмилий двинулся на Рим, потерпел поражение и отступил на север — видимо, рассчитывая объединить силы с Марком Юнием. Против последнего сенат направил отдельную армию во главе с Гнеем Помпеем Великим. Помпей одержал ряд лёгких побед (неясно, были ли это победы над Брутом или над его союзником Марком Перперной) и осадил противника в Мутине. Спустя какое-то время город сдался, причём уже Плутарх не знал подробностей: «Брут то ли сам сдался вместе с войском, то ли войско, изменив своему полководцу, покинуло его». Марк Юний получил пощаду и конный отряд в сопровождение и уехал «в какой-то городок на реке Пад», но там уже на следующий день был убит по приказу Помпея.

## Семья
Марк Юний был женат на Сервилии, дочери Квинта Сервилия Цепиона и племяннице Марка Ливия Друза, единоутробной сестре Марка Порция Катона. В этом браке родился (по данным большинства источников, в 85 году до н. э.) сын, Марк Юний Брут, известный как убийца Гая Юлия Цезаря. В источниках сохранилась версия о том, что именно Цезарь был настоящим отцом Брута-младшего, но по мнению исследователей она не выдерживает критики с точки зрения хронологии. В 85 году до н. э. Гай Юлий был ещё слишком юн, а его связь с Сервилией и в самом деле имела место, но существенно позже, начиная с середины 60-х годов до н. э..
Овдовев, Сервилия вышла замуж во второй раз — за Децима Юния Силана, консула 62 года до н. э.

## Память
Известно, что Марк Юний Брут-сын всю жизнь ненавидел Помпея, казнившего его отца. Многие античные писатели (Тит Ливий, Валерий Максим, Аппиан, Орозий) ставили в вину Помпею это убийство. Гай Юлий Цезарь, начиная войну с Помпеем, объявил своей целью, помимо всего прочего, месть за Брута и других марианцев, казнённых Помпеем по приказу Суллы.
Марк Туллий Цицерон в своих речах против аграрного закона Публия Сервилия Рулла, произнесённых в 63 году до н. э., критиковал Брута. Но позже он стал другом Марка Юния-младшего; в посвящённом этому нобилю одноимённом трактате Цицерон говорит о Бруте-отце с уважением — как о «достойном защитнике республики», специалисте в государственном и частном праве, видном политическом ораторе.